# 美国糖类公司
北美公司（North American Company）是一家控股公司，在1890年6月14日成立于新泽西州，继承了Oregon and Transcontinental公司的不动产和其他财产。它拥有公用事业和公交事业的公司，根据美国《1935公共事业控股公司法案》，被拆分于1935年，于1955年破产。
它的总部位于曼哈顿的百老汇。